# Xhosové

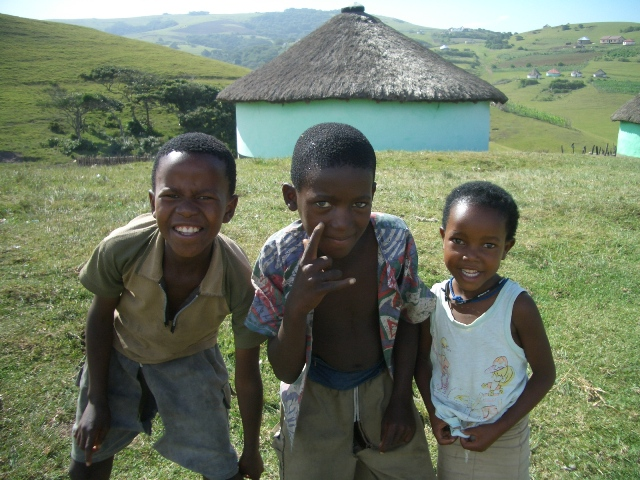
Xhoské děti

Xhosové (xhošsky amaXhosa) jsou africký národ čítající asi 8 miliónů lidí žijících převážně na jihovýchodě Jihoafrické republiky, především v provincii Eastern Cape. Xhoština, jazyk Xhosů, patří do skupiny bantuských jazyků.
Jsou potomky lidu Nguni, kočovných pastevců, kteří před zhruba dvěma tisíci lety přišli na jih Afriky z oblasti Velkých jezer. Svůj název odvozují od legendárního vladaře jménem uXhosa, dříve byli známi také jako Kafři (z arabského slova káfir — nevěřící). Od 18. století válčili se svými sousedy Zuluy i s evropskými osadníky. Ve dvacátém století se ze své původní oblasti okolo Great Kei River stěhovali za prací do velkých měst jako Johannesburg nebo Kapské Město. V období apartheidu byly pro tento národ vytvořeny bantustany Transkei a Ciskei. Xhosové tvořili většinu příslušníků Afrického národního kongresu, jeho rivalem bylo Zuluy ovládané hnutí Inkatha.
Xhosové vyznávají tradiční animistická náboženství, část z nich přijala křesťanství. Společnost je rozdělena do množství starobylých klanů, mezi nimiž je vyžadována exogamie. Rozšířen je kult předků, přírodní léčitelství (amagqirha) a chlapecké iniciační rituály, jejichž součástí je obřízka.
K národu Xhosů patřili Desmond Tutu, Steve Biko, Nelson Mandela a Miriam Makeba.